# Hakeem Olajuwon
Hakeem Abdul "The Dream" Olajuwon, född 21 januari 1963 i Lagos, Nigeria, är en amerikansk-nigeriansk före detta professionell basketspelare. Hakeem Olajuwon spelade som center i NBA främst för Houston Rockets men även en säsong för Toronto Raptors. Han anses vara en av de bästa spelarna genom tiderna på denna position. Han är den som gjort flest blockar någonsin i NBA, 3 830 stycken (3,1 per match).

## Karriär
Hakeem Olajuwon valdes som förste spelare totalt i 1984 års NBA-draft av Houston Rockets, i samma draft där Michael Jordan valdes som tredje spelare totalt av Chicago Bulls, efter att först ha spelat college-basket med University of Houston.
Under sina tidiga år i NBA med Houston Rockets så utgjorde Olajuwon en duo tillsammans med Ralph Sampson som fick smeknamnet "Twin Towers" ("Tvillingtornen"), på grund av spelarnas längd. Olajuwon var 213 centimeter lång medan Sampson mätte hela 224 centimeter. 1986 lyckades Houston Rockets nå final i NBA-slutspelet, där det dock blev förlust mot Boston Celtics med 4-2 i matcher. Sampson byttes dock bort till Golden State Warriors under säsongen 1987–88 och duon upplöstes.
Olajuwon blev NBA-mästare två gånger, 1994 och 1995, båda gångerna med Houston Rockets. Båda gångerna utsågs han även till NBA Finals MVP, som slutspelets mest värdefulle spelare. Säsongen 1993–94 utsågs han även till NBA Most Valuable Player, som grundseriens mest värdefulle spelare. Olajuwon gjorde totalt, under 1 238 matcher, 26 946 poäng (21,8 per match), tog 13 747 returer (11,1 per match) och stod för 3 830 blockar (3,1 per match).

## Lag
- Houston Rockets (1984–2001)
- Toronto Raptors (2001–2002)

## Landslagskarriär
Hakeem Olajuwon tog OS-guld i basket 1996 i Atlanta. Detta var USA:s elfte guld i basket på herrsidan i olympiska sommarspelen. 